# Першинґ (округ, Невада)
Шаблон:StateAbbr_ 40°27′ пн. ш. 118°24′ зх. д. / 40.45° пн. ш. 118.4° зх. д.
Округ Першинґ (англ. Pershing County) — округ (графство) у штаті Невада, США. Ідентифікатор округу 32027.

## Історія
Округ утворений 1919 року.

## Демографія
За даними перепису
2000 року
загальне населення округу становило 6693 осіб, усе сільське.
Серед мешканців округу чоловіків було 4107, а жінок — 2586. В окрузі було 1962 домогосподарства, 1383 родин, які мешкали в 2389 будинках.
Середній розмір родини становив 3,22.
Віковий розподіл населення поданий у таблиці:
| Стать    | До 15 років | 15-21 | 22-29 | 30-39 | 40-49 | 50-65 | 65-85 | Понад 85 |
| -------- | ----------- | ----- | ----- | ----- | ----- | ----- | ----- | -------- |
| Чоловіки | 744         | 378   | 538   | 886   | 708   | 598   | 235   | 20       |
| Жінки    | 685         | 235   | 227   | 384   | 363   | 427   | 231   | 34       |

## Суміжні округи
- Вошо — захід
- Гумбольдт — північ
- Лендер — схід
- Черчилл — південь

## Виноски
1. ↑  U.S. Decennial Census. United States Census Bureau. Архів оригіналу за 12 травня 2015. Процитовано 20 грудня 2014.
2. ↑  Historical Census Browser. University of Virginia Library. Архів оригіналу за 11 серпня 2012. Процитовано 20 грудня 2014.
3. ↑  Population of Counties by Decennial Census: 1900 to 1990. United States Census Bureau. Архів оригіналу за 3 квітня 2015. Процитовано 20 грудня 2014.
4. ↑  Census 2000 PHC-T-4. Ranking Tables for Counties: 1990 and 2000 (PDF). United States Census Bureau. Архів оригіналу (PDF) за 18 грудня 2014. Процитовано 20 грудня 2014.
5. ↑  State & County QuickFacts. United States Census Bureau. Архів оригіналу за 5 вересня 2015. Процитовано 23 вересня 2013.(англ.) Наведено за англійською вікіпедією.
6. ↑  American FactFinder. Бюро перепису населення США. Архів оригіналу за 26 лютого 2012. Процитовано 31 січня 2008.

| США | Це незавершена стаття з географії США. Ви можете допомогти проєкту, виправивши або дописавши її. |